# Collin Murray-Boyles
Collin Joseph Murray-Boyles, né le 10 juin 2005 à Columbia en Caroline du Sud, est un joueur américain de basket-ball évoluant au poste d'ailier fort et mesurant 2,00 m.

## Biographie

### NBA
Collin Murray-Boyles est sélectionné en neuvième position par les Raptors de Toronto lors de la draft 2025 de la NBA.

## Palmarès et distinctions individuelles

### Universitaires
- Second-team All-SEC (2025)
- SEC All-Freshman Team (2024)